# Équipe du Suriname de football
Cet article traite de l'équipe masculine. Pour l'équipe féminine, voir Équipe du Suriname de football féminin.
Maillots
L'équipe du Suriname de football est une sélection des meilleurs joueurs surinamais sous l'égide de la Fédération du Suriname de football. 
Bien que situé géographiquement en Amérique du Sud, ce qui devrait l'inclure dans la CONMEBOL, le Suriname concourt tout comme le Guyana en zone CONCACAF à la fois pour des raisons historico-culturelles (proximité avec la zone Caraïbe liée au passé colonial) et footballistiques (décalage de niveau par rapport aux nations sud-américaines).

## Histoire
Jusqu'à l'indépendance du pays, en 1975, l'équipe nationale portait le nom de Guyane néerlandaise. L'important exode des Surinamiens vers les Pays-Bas, ainsi qu'une volonté de la Fédération de ne convoquer en sélection que des joueurs évoluant au pays, freina considérablement l'élan et les ambitions sportives de l'équipe. Néanmoins le Suriname parvint à remporter la première édition de la Coupe caribéenne des nations en 1978. Un an auparavant il avait participé à la Coupe des nations de la CONCACAF 1977. 
Dans les années 1980, le Suriname se qualifie pour la Coupe des nations de la CONCACAF 1985 (élimination au 1er tour). Il n'a plus participé à un tournoi continental depuis cette date. Dans les années 1990, les Suriboys s'illustrèrent lors des Coupes caribéennes de 1994 et 1996, en atteignant le dernier carré à chaque fois. Ils disputèrent pour la dernière fois une phase finale de Coupe caribéenne des nations en 2001, sans pouvoir franchir le 1er tour.
Le Suriname n'a jamais participé à une phase finale de Coupe du monde. Récemment il s'est hissé jusqu'au 3e tour préliminaire à l'occasion des qualifications pour la Coupe du monde 2010. En revanche il a été éliminé dès le 2e tour lors des deux éliminatoires suivantes (2014 et 2018).

## Résultats

### Classement FIFA
| Année              | 1993 | 1994 | 1995 | 1996 | 1997 | 1998 | 1999 | 2000 | 2001 | 2002 | 2003 | 2004 | 2005 | 2006 | 2007 | 2008 | 2009 | 2010 | 2011 | 2012 | 2013 | 2014 | 2015 | 2016 | 2017 | 2018 |
| ------------------ | ---- | ---- | ---- | ---- | ---- | ---- | ---- | ---- | ---- | ---- | ---- | ---- | ---- | ---- | ---- | ---- | ---- | ---- | ---- | ---- | ---- | ---- | ---- | ---- | ---- | ---- |
| Classement mondial | 117  | 104  | 124  | 131  | 145  | 160  | 162  | 164  | 141  | 141  | 158  | 149  | 152  | 122  | 153  | 129  | 144  | 115  | 125  | 114  | 133  | 163  | 191  | 150  | 128  | 153  |

### Parcours en Coupe du monde
| Année | Position      |      | Année         | Position |                        | Année | Position |
| 1930  | Non inscrite  | 1974 | Non qualifiée | 2010     | Non qualifiée          |       |          |
| 1934  | Non inscrite  | 1978 | Non qualifiée | 2014     | Non qualifiée          |       |          |
| 1938  | Forfait       | 1982 | Non qualifiée | 2018     | Non qualifiée          |       |          |
| 1950  | Non inscrite  | 1986 | Non qualifiée | 2022     | Non qualifiée          |       |          |
| 1954  | Non inscrite  | 1990 | Non inscrite  | 2026     | Éliminatoires en cours |       |          |
| 1958  | Non inscrite  | 1994 | Non qualifiée | 2030     | À venir                |       |          |
| 1962  | Non qualifiée | 1998 | Non qualifiée | 2034     | À venir                |       |          |
| 1966  | Non qualifiée | 2002 | Non qualifiée |          |                        |       |          |
| 1970  | Non qualifiée | 2006 | Non qualifiée |          |                        |       |          |

### Parcours en Gold Cup
| Année | Position      |      | Année         | Position |               | Année | Position |
| 1963  | Non inscrite  | 1991 | Non qualifiée | 2011     | Non qualifiée |       |          |
| 1965  | Non inscrite  | 1993 | Forfait       | 2013     | Non qualifiée |       |          |
| 1967  | Non inscrite  | 1996 | Non qualifiée | 2015     | Non qualifiée |       |          |
| 1969  | Non inscrite  | 1998 | Non inscrite  | 2017     | Non qualifiée |       |          |
| 1971  | Non qualifiée | 2000 | Non qualifiée | 2019     | Non qualifiée |       |          |
| 1973  | Non qualifiée | 2002 | Non qualifiée | 2021     | 1er tour      |       |          |
| 1977  | Sixième       | 2003 | Forfait       | 2023     | Non qualifiée |       |          |
| 1981  | Non qualifiée | 2005 | Non qualifiée | 2025     | 1er tour      |       |          |
| 1985  | 1er tour      | 2007 | Non qualifiée |          |               |       |          |
| 1989  | Non inscrite  | 2009 | Non qualifiée |          |               |       |          |

### Parcours en Ligue des nations
| Édition   | Ligue | Phase de groupes | Phase de groupes | Phase de groupes | Phase de groupes | Phase de groupes | Phase de groupes | Phase de groupes | Phase finale | Phase finale | Phase finale | Phase finale | Phase finale | Phase finale | Phase finale | Phase finale |
| Édition   | Ligue | Class.           | M                | V                | N                | D                | BM               | BE               | Pays hôte    | Résultat     | M            | V            | N            | D            | BM           | BE           |
| --------- | ----- | ---------------- | ---------------- | ---------------- | ---------------- | ---------------- | ---------------- | ---------------- | ------------ | ------------ | ------------ | ------------ | ------------ | ------------ | ------------ | ------------ |
| 2019-2020 | B     | 1/4              | 6                | 4                | 1                | 1                | 16               | 5                | 2020         | Inéligible   | Inéligible   | Inéligible   | Inéligible   | Inéligible   | Inéligible   | Inéligible   |
| 2022-2023 | A     | 3/3              | 4                | 0                | 1                | 3                | 2                | 9                | 2023         | Non qualifié | Non qualifié | Non qualifié | Non qualifié | Non qualifié | Non qualifié | Non qualifié |
| 2023-2024 | A     | 3/6              | 4                | 1                | 2                | 1                | 6                | 3                | 2024         | Non qualifié | Non qualifié | Non qualifié | Non qualifié | Non qualifié | Non qualifié | Non qualifié |
| 2024-2025 | A     | 2/6              | 4                | 2                | 1                | 1                | 9                | 4                | 2025         | Quarts       | 2            | 0            | 0            | 2            | 0            | 4            |
| 2026-2027 | A     | /6               | 0                | 0                | 0                | 0                | 0                | 0                | 2027         | À venir      | À venir      | À venir      | À venir      | À venir      | À venir      | À venir      |
| Total     | Total | Total            | 18               | 8                | 4                | 6                | 33               | 21               | Total        | Total        | 2            | 0            | 0            | 2            | 0            | 4            |

### Parcours en Coupe caribéenne des nations
- 1978 : Vainqueur
- 1979 : 3e place
- 1981 : Forfait
- 1983 : Non inscrit
- 1985 : 4e place
- 1989 : Non inscrit
- 1990 : Tour préliminaire
- 1991 : Tour préliminaire
- 1992 : Phase de groupe
- 1993 : Forfait
- 1994 : 4e place
- 1995 : Tour préliminaire
- 1996 : 4e place
- 1997 : Non inscrit
- 1998 : Tour préliminaire
- 1999 : 2e tour préliminaire
- 2001 : Phase de groupe
- 2005 : 1er tour préliminaire
- 2007 : 2e tour préliminaire
- 2008 : 2e tour préliminaire
- 2010 : 2e tour préliminaire
- 2012 : 2e tour préliminaire
- 2014 : 1er tour préliminaire
- 2017 : 3e tour préliminaire

### Parcours en Coupe CCCF
- 1941 : Non inscrit
- 1943 : Non inscrit
- 1946 : Non inscrit
- 1948 : Non inscrit
- 1951 : Non inscrit
- 1953 : Non inscrit
- 1955 : Non inscrit
- 1957 : Non inscrit
- 1960 : 4e place
- 1961 : Non inscrit

### Palmarès
- Coupe caribéenne des nations (1) :
  - Vainqueur en 1978.
  - Troisième en 1979.
- Tournoi ABCS (3) :
  - Vainqueur en 2010, 2013 et 2015.
  - Finaliste en 2012.
  - Troisième en 2011.

## Personnalités importantes

### Joueurs

#### Diaspora surinamienne aux Pays-Bas
Malheureusement pour l'équipe du pays, du fait de l'importante diaspora surinamienne aux Pays-Bas, la plupart des meilleurs joueurs surinamiens ont choisi de jouer pour l'équipe des Pays-Bas de football. C'est le cas d'Edgar Davids, Clarence Seedorf, Romeo Castelen, Jerry de Jong, Jimmy Floyd Hasselbaink, Stanley Menzo, Ulrich van Gobbel, Aron Winter, Regi Blinker, Henk Fräser, Edson Braafheid ou Andwélé Slory. D'autres comme Mark de Vries ou Nordin Wooter, vierges de sélections avec les Pays-Bas, n'ont jamais porté le maillot du Suriname.
Des joueurs nés aux Pays-Bas comme Ruud Gullit, Frank Rijkaard, Ryan Babel, Patrick Kluivert, Nigel de Jong, Michael Reiziger, Gerald Vanenburg, Urby Emanuelson, Winston Bogarde et Kew Jaliens auraient également pu choisir de jouer pour le Suriname.
Gianni Zuiverloon, Boy Waterman, Cerezo Fung a Wing et Chedric Seedorf, ne possédant pas de capes avec la sélection néerlandaise, peuvent toujours prétendre à jouer en équipe du Suriname.

#### Appelés récemment
Les joueurs suivants ne font pas partie du dernier groupe appelé mais ont été retenus en équipe nationale lors des 12 derniers mois.
| Pos. | Nom | Date de Naissance | Sél. | Buts | Club (au moment de leur dernière convocation) | Dernier appel |
| ---- | --- | ----------------- | ---- | ---- | --------------------------------------------- | ------------- |

#### Principaux joueurs d'hier et d'aujourd'hui
- Wensley Christoph
- Marlon Felter
- Orlando Grootfaam
- Clifton Sandvliet
- Glenn van Straatum

### Sélectionneurs

#### Encadrement technique actuel
Source : Natiosuriname.sr
- Sélectionneur sélection Sénior :  Dean Gorré
- Sélectionneur adjoint : Eugene Verwey
- Entraîneur des gardiens : Rodney Oldenstam
- Masseur-kinésithérapeute : Johnny Gambier
- Gérant de l'équipement : Coblijn van Marlon
- Gérant : Neil Sakimin
- Médecin : Praveen Mohan

#### Liste des sélectionneurs
| Nom                 | Période |
| ------------------- | ------- |
| Wim de Bois         | 1948    |
| André Kamperveen    | 1960    |
| Henry Leewwin       | 1972    |
| Ollie Camps         | 1976    |
| Walther Braithwaite | 1977    |
| Rob Groener         | 1978–79 |
| Armand Sahadewsing  | 1980    |
| Walther Braithwaite | 1984–85 |
| Paul Bhagwandas     | 1992    |
| Frits Purperhart    | 1996    |
| Cyrill Bieruiet     | 1996    |
| Ronald Kolf         | 2000–01 |

| Nom             | Période             |
| --------------- | ------------------- |
| Edgardo Baldi   | 2003–04             |
| Kenneth Jaliens | 2006–08             |
| Wensley Bundel  | 2009 (intérim)      |
| Ricardo Winter  | 2009–10             |
| Kenneth Jaliens | 2011                |
| Ricardo Winter  | 2012                |
| Kenneth Jaliens | 2012 (intérim)      |
| Roberto Gödeken | 2013–15 (intérim)   |
| Dean Gorré      | 2015                |
| Werner Blackson | 2016 (intérim)      |
| Roberto Gödeken | 2016–2018 (intérim) |
| Dean Gorré      | 2018–2022           |
| Aron Winter     | 2022-2024           |
| Stanley Menzo   | 2024-               |